# Кавафосе (Салерно)
Кавафосе је насеље у Италији у округу Салерно, региону Кампанија.
Према процени из 2011. у насељу је живело 32 становника. Насеље се налази на надморској висини од 48 м.